# Lee Ju-yong
Lee Ju-yong (hangul: 이주용), född 26 september 1992, är en sydkoreansk fotbollsspelare. Han spelar för Jeonbuk Hyundai Motors i K League Classic och för Sydkoreas landslag.